# 桂花坪街道
桂花坪街道，是中华人民共和国湖南省长沙市天心区下辖的一个乡镇级行政单位。

## 行政区划
桂花坪街道下辖以下地区：
新园社区、桂庄社区和槐树塘社区筹委会。